# Texas du Sud
Remarque : l'expression « Texas méridional » (south Texas en anglais) n'est pas synonyme de cette région qui, en tant que nom propre, s'écrit avec une majuscule (South Texas en anglais).
Le Texas du Sud, ou South Texas en anglais, est une région de l'État américain du Texas qui s'étend, ou commence, au sud de San Antonio. Sa limite au sud et à l'ouest est le Río Grande et le golfe du Mexique à l'ouest. La population de la région compte plus de 3,7 millions d'habitants. La portion la plus méridionale de cette région est souvent nommée Deep South Texas, soit le « sud profond du Texas », la vallée du Rio Grande fait partie de cette région.

## Principales villes

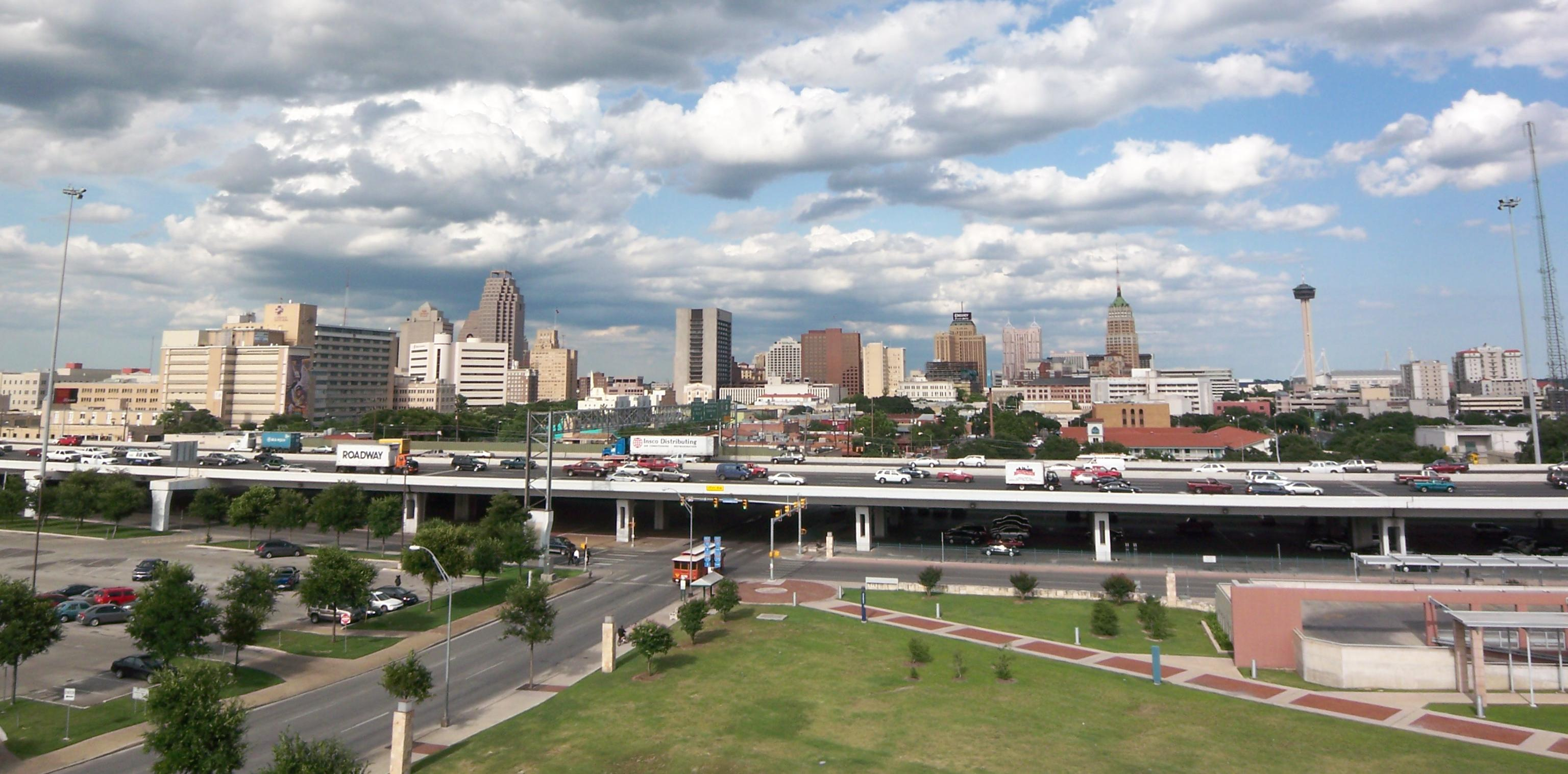
San Antonio la plus grande ville du Texas du Sud.

| Ville          | Population lors du recensement des États-Unis de 2000 | Comté              |
| San Antonio    | 1 144 646                                             | Comté de Bexar     |
| Corpus Christi | 277 454                                               | Comté de Nueces    |
| Laredo         | 176 576                                               | Comté de Webb      |
| Brownsville    | 139 722                                               | Comté de Cameron   |
| McAllen        | 106 414                                               | Comté de Hidalgo   |
| Victoria       | 60 603                                                | Comté de Victoria  |
| Harlingen      | 57 564                                                | Comté de Cameron   |
| Edinburg       | 48 465                                                | Comté de Hidalgo   |
| Pharr          | 46 660                                                | Comté de Hidalgo   |
| Mission        | 45 408                                                | Comté de Hidalgo   |
| Weslaco        | 26 935                                                | Comté de Hidalgo   |
| San Juan       | 26 229                                                | Comté de Hidalgo   |
| Kingsville     | 25 575                                                | Comté de Kleberg   |
| San Benito     | 23 444                                                | Comté de Cameron   |
| Eagle Pass     | 22 413                                                | Comté de Maverick  |
| Alice          | 19 010                                                | Comté de Jim Wells |

## Comtés
| - Cameron - Hidalgo - Starr - Willacy - Kenedy - Brooks - Jim Hogg - Zapata - Webb - Duval | - Jim Wells - Nueces - San Patricio - Aransas - Live Oak - McMullen - Zavala - Goliad - La Salle - Atascosa | - Dimmit - Frio - Maverick - Refugio - Bee - Karnes - Victoria - Kleberg - Calhoun - Bexar | - Uvalde - Lavaca - Kinney - DeWitt - Jackson - Wharton - Matagorda - Wilson - Gonzales - Guadalupe - Medina |

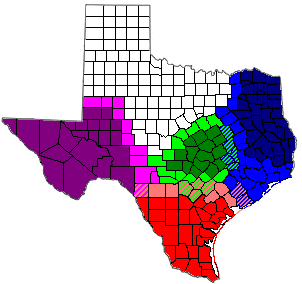
Sur cette carte, le Texas du Sud est représenté en rouge, ses comtés les plus au nord sont en rose.

- Note: Les comtés qui suivent celui de Calhoun sont représentés en rose sur la carte.
- Note 2: Les comtés en gras ont une population supérieure à 200 000 habitants.